# یوان مورای (بازیکن فوتبال)
یوان مورای (انگلیسی: Euan Murray؛ زادهٔ ۲۰ ژانویهٔ ۱۹۹۴) بازیکن فوتبال اهل بریتانیا است.
از باشگاه‌هایی که در آن بازی کرده است می‌توان به باشگاه فوتبال وسترن یونایتد (جزایر سلیمان)، باشگاه فوتبال کلاید، باشگاه فوتبال بارو، و باشگاه فوتبال مادرول اشاره کرد.
وی همچنین در تیم ملی فوتبال Scotland U18 بازی کرده است.